# Silicato tricálcico
El silicato tricálcico (denominado también C3S o alita) es un silicato cálcico hidratado existente en los clinkers de los cementos Portland (40% a 60%). Su fórmula es 3CaO·SiO2 o Ca3SiO5. Se caracteriza por una elevada velocidad de hidratación (fraguado), así como una elevada capacidad exotérmica. Por esta razón los cementos con elevado contenido de silicatos tricálcicos se denominan calientes. Los cementos obtendrán rápidamente las características resistentes. Su inconveniente es la generación de cantidades de cal y de cambios de volumen debidos a la dilatación térmica causada por el calor de hidratación.

## Características
Los cementos con elevado contenido en silicatos cálcicos se denominan calientes. En las construcciones que emplean grandes masas de hormigón se suele evitar cementos con alto contenido de silicatos tricálcicos debido a la aparición de fisuras debido a sus cambios de volumen debido a los cambios bruscos de temperatura. La estabilidad de los cementos con contenido alto de silicato tricálcico es menor que los que poseen silicatos bicálcicos. Debido a que los silicatos tricálcicos al fraguar generan una mayor cantidad de cales que los cementos con grandes contenidos de silicatos bicálcicos. La cal es atacada fácilmente por los agentes atmosféricos. 

### Hidratación del C3S
La hidratación del silicato tricálcico es rápida y resistente. Es por esta razón de importancia que se ha investigado en numerosas ocasiones por la comunidad científica. El C3S reacciona con el agua produciendo en la reacción de hidratación los productos: la Portlandita (Ca(OH)2) y un gel de silicato cálcico hidratado (3 CaO · 2 SiO2 · 3 H2O). 
a las pocas horas ya ha fraguado el cemento, completando el proceso en 28 días. Los hormigones de comienzos del siglo XX poseían un contenido menor de silicatos tricálcicos.